# Cementiri de Sant Pere
El cementiri de Sant Pere o cementiri Nou és un equipament funerari de Badalona, de titularitat municipal. Es troba al barri de Les Guixeres, al camí dels Xiprers, i va començar a funcionar el 1927. Actualment és el cementiri de la ciutat amb més ús.
Situat avui dins els límits del barri de Les Guixeres, la construcció del cementiri es va aprovar el 1925, i els primers enterraments es van fer 1927. Va ser projectat per l'arquitecte municipal Josep Fradera i Botey. Es va construir en un moment d'execució de grans obres públiques, durant la dictadura de Primo de Rivera. Val a dir que el cementiri vell, que datava de 1845 i la darrera reforma era de 1883, des de bon començament va quedar petit. Hom afirma que el nom es va posar en honor a Pere Sabaté i Curto, l'alcalde de Badalona del moment.
És el cementiri amb més ús, malgrat els canvis socials en l'àmbit funerari, ha estat ampliat diverses vegades, el 1978, 1984 i, darrerament, el 2009, aprofitant els vessants de la muntanya i adaptant-se al disseny de les construccions existents, tot i que amb algunes millores com passeres per accedir als nínxols situats a la part superior.